# Stade Reims/Statistik

Vereinslogo bis 1992

Von 1992 bis 2020

Heutiges Vereinswappen

Diese Seite dient der Darstellung von Listen und Statistiken zu Stade de Reims, für die im Hauptartikel kein Platz ist. Der Schwerpunkt liegt dabei auf Angaben zu den offiziellen Erstligajahren, insbesondere zu der „großen Zeit“ der Fußballer (1945–1964). Soweit nicht anders angegeben, beziehen sich die folgenden Abschnitte auf den Männerfußball.

## Ligazugehörigkeit und Platzierungen
Für die schnellere Übersicht sind in der folgenden Tabelle die Spielzeiten, die Stade Reims in der höchsten Spielklasse verbracht hat, grün und diejenigen in der zweithöchsten Liga gelb, alle anderen grau unterlegt.

| Saison      | Liga (a)       | End- platz | Punkte/ Tore (b) | Landespokal         | Europäische Wettbewerbe (c)   | Sonstige Wettbewerbe und Mannschaften/ Bemerkungen                                                                 |
| ----------- | -------------- | ---------- | ---------------- | ------------------- | ----------------------------- | --- |
| 1931/32     | DH-Nordost     | 2.         |                  | nicht qualif.       |                               | |
| 1932/33     | DH-Nordost     | 3.         |                  | nicht qualif.       |                               | |
| 1933/34     | DH-Nordost     | 3.         |                  | nicht qualif.       |                               | |
| 1934/35     | DH-Nordost     | 1.         |                  | 1/16-Finale         |                               | französischer Amateurmeister; Aufstieg                                                                             |
| 1935/36     | D2             | 10.        | 33:35 62:74      | 1/32-Finale         |                               | Annahme Profistatus                                                                                                |
| 1936/37     | D2             | 16.        | 23:41 46:66      | 1/32-Finale         |                               | |
| 1937/38     | D2             | 10.        | 27:33 48:50      | 1/16-Finale         |                               | |
| 1938/39     | D2             | 6.         | 47:33 70:46      | Viertelfinale       |                               | Stades 2. Mannschaft: französischer Amateurmeister                                                                 |
| 1939/40 (d) | D1-Nord        | 3.         |                  | 1/16-Finale         |                               | Ligabetrieb: „Kriegsmeisterschaft“                                                                                 |
| 1940/41     | D1-Nord        | 4.         |                  | Zonenhalbfinale (e) |                               | Ligabetrieb: „Kriegsmeisterschaft“                                                                                 |
| 1941/42     | D1-Nord        | 1.         |                  | Zonenfinale         |                               | Ligabetrieb: „Kriegsmeisterschaft“                                                                                 |
| 1942/43     | D1-Nord        | 5.         |                  | Zonenachtelfinale   |                               | Ligabetrieb: „Kriegsmeisterschaft“                                                                                 |
| 1943/44     | D1             | 7.         |                  | Finale              |                               | ÉF Reims-Champagne; (f) Ligabetrieb: „Kriegsmeisterschaft“                                                         |
| 1944/45     | D1-Nord        | 4.         |                  | 1/16-Finale         |                               | Ligabetrieb: „Kriegsmeisterschaft“                                                                                 |
| 1945/46     | D1             | 4.         | 40:28 68:48      | 1/32-Finale         |                               | |
| 1946/47     | D1             | 2.         | 49:27 72:40      | Viertelfinale       |                               | |
| 1947/48     | D1             | 3.         | 46:22 79:50      | Achtelfinale        |                               | Stades 2. Mannschaft: französischer Amateurmeister                                                                 |
| 1948/49     | D1             | Meister    | 48:20 90:54      | Achtelfinale        | CL: 4.                        | |
| 1949/50     | D1             | 3.         | 44:24 62:47      | Pokalsieger         |                               | |
| 1950/51     | D1             | 4.         | 40:28 61:50      | 1/32-Finale         |                               | |
| 1951/52     | D1             | 4.         | 38:30 64:48      | 1/16-Finale         |                               | |
| 1952/53     | D1             | Meister    | 48:20 86:36      | 1/32-Finale         | CL: Sieger                    | CL-Endspiel: 3:0 gegen AC Mailand                                                                                  |
| 1953/54     | D1             | 2.         | 46:22 62:36      | 1/16-Finale         |                               | Coupe Charles Drago: Sieger                                                                                        |
| 1954/55     | D1             | Meister    | 44:24 78:53      | Achtelfinale        | CL: Finale                    | CL-Endspiel: 0:2 gegen Real Madrid; Supercup: Sieger                                                               |
| 1955/56     | D1             | 10.        | 34:34 61:50      | Viertelfinale       | EC1: Finale                   | EC1-Endspiel: 3:4 gegen Real Madrid; Finalist des französischen A-Jugend Pokals                                    |
| 1956/57     | D1             | 3.         | 43:25 73:47      | 1/16-Finale         |                               | |
| 1957/58     | D1             | Meister    | 48:20 89:42      | Pokalsieger         |                               | Gewinn des Doublé als erst fünfter Verein in Frankreich; Supercup: Sieger                                          |
| 1958/59     | D1             | 4.         | 48:28 84:59      | Achtelfinale        | EC1: Finale                   | EC1-Endspiel: 0:2 gegen Real Madrid                                                                                |
| 1959/60     | D1             | Meister    | 60:16 109:46     | Halbfinale          |                               | Stade schoss 109 Tore in seinen 38 Punktspielen; Supercup: Sieger                                                  |
| 1960/61     | D1             | 3.         | 50:26 78:44      | Viertelfinale       | EC1: Achtelfinale             | EC1: ausgeschieden gegen FC Burnley (3:2, 0:2)                                                                     |
| 1961/62     | D1             | Meister    | 48:28 83:60      | Viertelfinale       |                               | |
| 1962/63     | D1             | 2.         | 47:29 79:52      | Halbfinale          | EC1: Viertelfinale            | EC1: ausgeschieden gegen Feyenoord Rotterdam (0:1, 1:1)                                                            |
| 1963/64     | D1             | 17.        | 27:41 37:56      | Achtelfinale        |                               | Abstieg; Supercup: Sieger; Gewinn des französischen A-Jugend Pokals                                                |
| 1964/65     | D2             | 10.        | 29:31 54:38      | Achtelfinale        |                               | |
| 1965/66     | D2             | 1.         | 50:22 76:38      | Viertelfinale       |                               | Aufstieg |
| 1966/67     | D1             | 19.        | 30:46 40:66      | 1/32-Finale         |                               | Abstieg |
| 1967/68     | D2             | 3.         | 43:25 69:27      | 1/32-Finale         |                               | in den Aufstiegsspielen gescheitert; Finalist des französischen A-Jugend Pokals                                    |
| 1968/69     | D2             | 8.         | 44:36 63:45      | 1/16-Finale         |                               | |
| 1969/70     | D2             | 4.         | 37:23 44:31      | 1/16-Finale         |                               | Aufstieg durch D1-Aufstockung                                                                                      |
| 1970/71     | D1             | 9.         | 39:37 64:54      | 1/16-Finale         |                               | |
| 1971/72     | D1             | 15.        | 31:45 46:69      | Halbfinale          |                               | |
| 1972/73     | D1             | 8.         | 41:35 50:47      | Achtelfinale        |                               | |
| 1973/74     | D1             | 6.         | 50 67:62         | Halbfinale          |                               | |
| 1974/75     | D1             | 11.        | 41 57:57         | 1/16-Finale         |                               | Französischer Frauenmeister                                                                                        |
| 1975/76     | D1             | 5.         | 47 68:49         | Achtelfinale        |                               | Französischer Frauenmeister                                                                                        |
| 1976/77     | D1             | 11.        | 36:40 53:60      | Finale              |                               | Pokalendspiel: 1:2 gegen AS Saint-Étienne; Französischer Frauenmeister; Finalist des französischen A-Jugend Pokals |
| 1977/78     | D1             | 15.        | 32:44 42:55      | Achtelfinale        |                               | |
| 1978/79     | D1             | 20.        | 17:59 26:71      | Achtelfinale        |                               | Abstieg |
| 1979/80     | D2, Gruppe A   | 8.         | 39:29 41:35      | Achtelfinale        |                               | Französischer Frauenmeister                                                                                        |
| 1980/81     | D2, Gruppe B   | 10.        | 32:36 55:56      | nicht qualif.       |                               | |
| 1981/82     | D2, Gruppe B   | 6.         | 41:27 54:26      | 1/16-Finale         |                               | Französischer Frauenmeister                                                                                        |
| 1982/83     | D2, Gruppe B   | 2.         | 52:16 70:33      | 1/32-Finale         |                               | in den Aufstiegsspielen gescheitert                                                                                |
| 1983/84     | D2, Gruppe B   | 4.         | 45:23 68:40      | 1/16-Finale         |                               | |
| 1984/85     | D2, Gruppe A   | 12.        | 32:36 31:44      | nicht qualif.       |                               | |
| 1985/86     | D2, Gruppe B   | 4.         | 43:25 49:37      | 1/32-Finale         |                               | |
| 1986/87     | D2, Gruppe A   | 4.         | 43:25 53:34      | Halbfinale          |                               | |
| 1987/88     | D2, Gruppe B   | 7.         | 35:33 42:40      | Halbfinale          |                               | |
| 1988/89     | D2, Gruppe A   | 9.         | 43 39:37         | 1/32-Finale         |                               | |
| 1989/90     | D2, Gruppe A   | 7.         | 35:33 37:32      | 1/32-Finale         |                               | |
| 1990/91     | D2, Gruppe B   | 6.         | 37:31 38:29      | nicht qualif.       |                               | Ligapokal-Sieger; Zwangsabstieg                                                                                    |
| 1991/92     | D3-Ost         | 6.         |                  | nicht qualif.       |                               | Konkurs des Vereins                                                                                                |
| 1992/93     | DH-Nordost     | 8.         |                  | nicht qualif.       |                               | Neugründung des Vereins, Amateurstatus, Einordnung in die 6. Liga                                                  |
| 1993/94     | DH-Nordost     | 1.         |                  | nicht qualif.       |                               | Aufstieg |
| 1994/95     | Nat3, Gruppe A | 4.         |                  | nicht qualif.       |                               | |
| 1995/96     | Nat3, Gruppe A | 4.         |                  | nicht qualif.       |                               | |
| 1996/97     | Nat3, Gruppe A | 3.         |                  | 1/32-Finale         |                               | |
| 1997/98     | CFA2, Gruppe C | 1.         |                  | 1/32-Finale         |                               | Aufstieg |
| 1998/99     | CFA, Gruppe A  | 3.         |                  | nicht qualif.       |                               | Aufstieg |
| 1999/2000   | D3             | 11.        |                  | nicht qualif.       |                               | |
| 2000/01     | D3             | 5.         |                  | Viertelfinale       |                               | |
| 2001/02     | D3             | 2.         |                  | Achtelfinale        |                               | Aufstieg |
| 2002/03     | L2             | 20.        | 35 31:45         | 1/32-Finale         |                               | Annahme Profistatus; Abstieg                                                                                       |
| 2003/04     | D3             | 1.         |                  | Achtelfinale        |                               | Aufstieg |
| 2004/05     | L2             | 16.        | 43 34:55         | 1/16-Finale         |                               | |
| 2005/06     | L2             | 14.        | 45 32:31         | nicht qualif.       |                               | |
| 2006/07     | L2             | 11.        | 47 43:46         | nicht qualif.       |                               | |
| 2007/08     | L2             | 13.        | 46 44:52         | 1/32-Finale         |                               | |
| 2008/09     | L2             | 20.        | 36 40:51         | nicht qualif.       |                               | Abstieg |
| 2009/10     | D3             | 2.         |                  | nicht qualif.       |                               | Aufstieg |
| 2010/11     | L2             | 10.        | 49 53:51         | Viertelfinale       |                               | |
| 2011/12     | L2             | 2.         | 65 54:37         | nicht qualif.       |                               | Aufstieg |
| 2012/13     | L1             | 14.        | 43 33:42         | 1/32-Finale         |                               | |
| 2013/14     | L1             | 11.        | 48 44:52         | 1/32-Finale         |                               | Finalist des französischen A-Jugend Pokals                                                                         |
| 2014/15     | L1             | 15.        | 44 47:66         | 1/16-Finale         |                               | Gewinn der französischen A-Jugend-Meisterschaft                                                                    |
| 2015/16     | L1             | 18.        | 39 44:57         | 1/32-Finale         |                               | Abstieg |
| 2016/17     | L2             | 7.         | 55 42:39         | 1/32-Finale         |                               | |
| 2017/18     | L2             | 1.         | 88 74:24         | nicht qualif.       |                               | Aufstieg |
| 2018/19     | L1             | 8.         | 55 39:42         | 1/16-Finale         |                               | |
| 2019/20     | L1             | 6.         | 41 26:21         | 1/32-Finale         |                               | Ligaabbruch nach 28 von 38 Spielen wegen COVID-19-Pandemie                                                         |
| 2020/21     | L1             | 14.        | 42 42:50         | 1/32-Finale         | EC3: 3. Quali- fikationsrunde | |
| 2021/22     | L1             | 12.        | 46 43:44         | Achtelfinale        |                               | |
| 2022/23     | L1             | 11.        | 51 45:45         | Achtelfinale        |                               | |
| 2023/24     | L1             | 9.         | 47 42:47         | 1/16-Finale         |                               | |
| 2024/25     | L1             | 16.        | 33 33:47         | Finale              |                               | Abstieg nach Niederlage in der Relegation                                                                          |
| 2025/26     | L2             |            | :                |                     |                               | |

## Für den Verein wichtige Personen

### Spieler

#### Alle Französischen Meister und Pokalsieger
Enthalten sind sämtliche Spieler, die in den Meisterschaftssaisons mindestens ein Punktspiel für Reims bestritten bzw. in einer der beiden siegreichen Pokalfinalmannschaften gestanden haben. Auswechslungen waren in Pflichtspielen erst ab 1958/59 erlaubt, der Wechsel von zwei Spielern sogar erst ab 1976.
Die Spieler sind nach Zahl der Titel sortiert. Hinter dem jeweiligen Namen steht die Meisterschafts- (M-) bzw. Pokalsiegsaison (P-) sowie in Klammern die Zahl der Ligaeinsätze/-treffer vermerkt. Ergänzt ist zudem bei den elf Spielern, die den einzigen internationalen Titel – die Coupe Latine 1953 – für den Verein gewonnen haben, die Angabe C-53.
7 Titel
- Robert Jonquet: M-48/49 (34/1), P-49/50, M-52/53 (34/1), M-54/55 (34/0), M-57/58 (34/0), P-57/58, M-59/60 (34/0) – dazu C-53

6 Titel
- Armand Penverne: M-48/49 (22/0), P-49/50, M-52/53 (34/3), M-54/55 (32/5), M-57/58 (33/1), P-57/58 – dazu C-53

5 Titel
- Robert Siatka: M-54/55 (25/0), M-57/58 (30/1), P-57/58, M-59/60 (35/3), M-61/62 (34/1)

4 Titel
- Dominique Colonna: M-57/58 (32/0), P-57/58, M-59/60 (32/0), M-61/62 (27/0)
- Just Fontaine: M-57/58 (26/34), P-57/58, M-59/60 (28/28), M-61/62 (7/2)
- Raoul Giraudo: M-54/55 (13/0), M-57/58 (24/0), P-57/58, M-59/60 (7/0)
- Raymond Kopa: M-52/53 (33/13), M-54/55 (31/11), M-59/60 (36/14), M-61/62 (30/2) – dazu C-53
- Michel Leblond: M-52/53 (3/0), M-54/55 (31/5), M-57/58 (29/3), M-59/60 (34/1)
- Roger Piantoni: M-57/58 (32/17), P-57/58, M-59/60 (26/18), M-61/62 (18/16)
- Paul Sinibaldi: M-48/49 (28/0), P-49/50, M-52/53 (34/0), M-54/55 (34/0) – dazu C-53
- Jean Vincent: M-57/58 (31/8), P-57/58, M-59/60 (37/14), M-61/62 (37/9)
- Simon Zimny: M-52/53 (33/0), M-54/55 (31/0), M-57/58 (29/0), P-57/58 – dazu C-53

3 Titel
- René Bliard: M-54/55 (32/30), M-57/58 (32/15), P-57/58
- Claude Dubaële: M-57/58 (1/0), M-59/60 (3/3), M-61/62 (4/3)
- Léon Glovacki: M-52/53 (32/11), M-54/55 (31/9), M-61/62 (11/4) – dazu C-53
- André Jacowski: M-48/49 (34/0), P-49/50, M-52/53 (2/0)
- Roger Marche: M-48/49 (33/0), P-49/50, M-52/53 (34/1) – dazu C-53
- Bruno Rodzik: M-57/58 (5/0), M-59/60 (31/1), M-61/62 (38/0)

2 Titel
- Bram Appel: P-49/50, M-52/53 (32/30) – dazu C-53
- Abdallah Azhar: M-59/60 (1/0), M-61/62 (18/9)
- Albert Batteux: M-48/49 (34/6), P-49/50
- Edmond Biernat: M-57/58 (1/1), M-59/60 (6/4)
- Pierre Bini: M-48/49 (34/22), P-49/50
- Raymond Cicci: M-52/53 (34/2), M-54/55 (27/1) – dazu C-53
- Pierre Flamion: M-48/49 (30/15), P-49/50
- René-Jean Jacquet: M-57/58 (2/0), M-59/60 (6/0)
- Robert Lamartine: M-57/58 (12/3), P-57/58
- Francis Méano: P-49/50, M-52/53 (28/11) – dazu C-53
- Lucien Muller: M-59/60 (38/13), M-61/62 (32/2)
- André Petitfils: M-48/49 (32/10), P-49/50
- Pierre Sinibaldi: M-48/49 (26/8), M-52/53 (24/11)
- Jean Templin: M-52/53 (17/1), M-54/55 (25/4) – dazu C-53
- Jean Wendling: M-59/60 (34/0), M-61/62 (35/0)

1 Titel
- Antonio Abenoza: M-48/49 (6/0)
- Hassan Akesbi: M-61/62 (36/22)
- Raymond Baratto: M-59/60 (9/0)
- Maurice Barreau: M-61/62 (10/0)
- André Batteux: M-57/58 (1/0)
- Robert Bérard: M-59/60 (21/10)
- François Bruant: M-61/62 (3/1)
- Marcel Dantheny: M-61/62 (1/0)
- Serge Davanne: M-57/58 (6/0)
- Jean Desruisseaux: M-57/58 (12/6)
- Michel Gavron: M-54/55 (3/0)
- Guy Gouttes: M-57/58 (1/0)
- Michel Hidalgo: M-54/55 (23/11)
- Bernard Hiégel: M-61/62 (7/0)
- Arne Lundqvist: M-54/55 (1/0)
- Mohamed Maouche: M-57/58 (1/0)
- Marcel Moreau: M-61/62 (24/2)
- Jan Palluch: M-48/49 (13/6)
- Daniel Prince: M-48/49 (2/0)
- Claude Prosdocimi: M-54/55 (1/0)
- Jean Prouff: M-48/49 (34/14)
- Claude Robin: M-61/62 (6/0)
- Paul Sauvage: M-61/62 (24/5)
- Noël Sinibaldi: M-48/49 (12/5)
- François Soltys: M-61/62 (16/3)

#### Rekordspieler und -torschützen
Berücksichtigt sind nur offizielle Erstligaspiele für Stade Reims, also aus den Saisons 1945/46 bis 1963/64, 1966/67, 1970/71 bis 1978/79 und 2012/13 bis 2015/16.
| Rang | Name                     | Einsätze von … bis | Spiele |
| ---- | ------------------------ | ------------------ | ------ |
| 1    | Robert Jonquet           | 1945–1960          | 502    |
| 2    | Raymond Kopa             | 1951–1967          | 346    |
| 3    | Armand Penverne          | 1947–1959          | 333    |
| 4    | René Masclaux            | 1966–1979          | 319    |
| 5    | Roger Marche             | 1945–1954          | 301    |
| 6    | Michel Leblond           | 1949–1961          | 271    |
| 7    | Jean Vincent             | 1956–1964          | 267    |
| 8    | Robert Siatka            | 1953–1964          | 259    |
| 9    | Paul Sinibaldi           | 1948–1956          | 236    |
| 10   | Jean-Pierre Brucato      | 1970–1976          | 221    |
| 11   | Simon Zimny              | 1950–1958          | 197    |
|      | Bruno Rodzik             | 1957–1964          | 197    |
| 13   | Léon Glovacki            | 1952–1962          | 192    |
| 14   | André Jacowski           | 1945–1953          | 190    |
| 15   | Pierre Sinibaldi         | 1945–1953          | 188    |
| 16   | Alain Richard            | 1966–1975          | 182    |
| 17   | Richard Krawczyk         | 1970–1976          | 175    |
| 18   | Dominique Colonna        | 1957–1963          | 172    |
| 19   | Albert Batteux           | 1945–1952          | 169    |
| 20   | André Petitfils          | 1945–1951          | 167    |
| 21   | Raymond Cicci            | 1951–1957          | 165    |
|      | César-Auguste Laraignée  | 1972–1977          | 165    |
| 23   | Roger Piantoni           | 1957–1964          | 161    |
| 24   | Jean Wendling            | 1959–1964          | 157    |
| 25   | Jean-François Jodar      | 1970–1975          | 156    |
| 26   | Jean Templin             | 1950–1956          | 155    |
| 27   | Bram Appel               | 1949–1954          | 154    |
| 28   | Régis Durand             | 1973–1979          | 153    |
| 29   | Pierre Flamion           | 1945–1950          | 152    |
| 30   | José Santiago Santamaría | 1974–1979          | 148    |
| 31   | Marcel Aubour            | 1972–1977          | 147    |
| 32   | René Bliard              | 1951–1961          | 145    |
| 33   | Just Fontaine            | 1956–1962          | 131    |
|      | Antoine Devaux           | 2012–2016          | 131    |
| 35   | Bernard Lech             | 1971–1976          | 127    |
| 36   | Aïssa Mandi              | 2012–2016          | 126    |
| 37   | Carlos Bianchi           | 1973–1977          | 125    |

| Rang | Name                     | Treffer | Spiele | Tore je Spiel | Effi- zienz- rang |
| ---- | ------------------------ | ------- | ------ | ------------- | ----------------- |
| 1    | Just Fontaine            | 122     | 131    | 0,931         | 1.                |
| 2    | Pierre Sinibaldi         | 115     | 188    | 0,612         | 6.                |
| 3    | Carlos Bianchi           | 107     | 125    | 0,856         | 2.                |
| 4    | Roger Piantoni           | 106     | 161    | 0,658         | 3.                |
| 5    | Bram Appel               | 96      | 154    | 0,623         | 4.                |
| 6    | René Bliard              | 81      | 145    | 0,559         | 8.                |
| 7    | Raymond Kopa             | 75      | 346    | 0,217         | 15.               |
| 8    | Jean Vincent             | 68      | 267    | 0,255         | 14.               |
| 9    | Pierre Flamion           | 65      | 152    | 0,428         | 9.                |
|      | Léon Glovacki            | 65      | 192    | 0,339         | 12.               |
| 11   | Hassan Akesbi            | 48      | 78     | 0,615         | 5.                |
| 12   | Pierre Bini              | 45      | 124    | 0,363         | 11.               |
|      | Francis Méano            | 45      | 114    | 0,395         | 10.               |
| 14   | José Santiago Santamaría | 41      | 148    | 0,277         | 13.               |
| 15   | Delio Onnis              | 39      | 65     | 0,600         | 7.                |

In acht Saisons gewann ein Spieler von Stade Reims die „Torjägerkrone“ der höchsten Spielklasse: Pierre Sinibaldi 1946/47 mit 33 Treffern (zudem in der letzten Kriegssaison 1944/45 mit 30 Toren), Bliard 1954/55 (30), Fontaine 1957/58 (34) und 1959/60 (28), Piantoni 1960/61 (28) sowie – sogar drei Mal – Bianchi: 1973/74 (30), 1975/76 (34) und 1976/77 (28).
Zweitplatzierte (dauphins) in dieser Wertung wurden Sinibaldi (1945/46 mit 26 und 1947/48 mit 25 Toren), Appel (1952/53, 30; 1953/54, 23), Fontaine (1956/57, 30; 1958/59, 24) und Akesbi (1961/62, 23).
In der Meistersaison 1959/60, als der Angriff der Rot-Weißen 109 Punktspieltore erzielte, war außer Fontaine noch fünf weiteren Spielern (Piantoni 18, Kopa und Vincent je 14, Lucien Muller 13, Robert Bérard 10) eine zweistellige Trefferzahl gelungen.
Von den Fußballspielern, die seit dem Wiederaufstieg 2012 bis 2016 für Reims spielten, haben Antoine Devaux (131), Aïssa Mandi (126) und Mickaël Tacalfred (106) die meisten Erstligaeinsätze zu verzeichnen. (Stand: Juni 2016)

#### Alle A-Nationalspieler für Frankreich
Die folgenden Angaben beziehen sich jeweils nur auf Länderspiele, die die Spieler bestritten haben, während sie bei Stade Reims unter Vertrag standen.
| Spieler             | Position     | Länder- spiele | Zeitraum von … bis (Monat/Jahr) | Als Spiel- führer | Treffer | Weitere A-Spiele (bei anderen Klubs)     |
| ------------------- | ------------ | -------------- | ------------------------------- | ----------------- | ------- | ---------------------------------------- |
| Albert Batteux      | Stürmer      | 8              | 6/1948–6/1949                   | 4                 | 1       | ---                                      |
| René Bliard         | Stürmer      | 7              | 3/1955–4/1958                   | -                 | 0       | ---                                      |
| Raymond Cicci       | Außenläufer  | 1              | 9/1953                          | -                 | 1       | ---                                      |
| Dominique Colonna   | Torwart      | 13             | 9/1957–4/1961                   | -                 | 0       | ---                                      |
| Pierre Flamion      | Stürmer      | 7              | 5/1948–6/1950                   | -                 | 0       | anschl. 10 Spiele, 8 Tore                |
| Just Fontaine       | Stürmer      | 20             | 10/1956–12/1960                 | -                 | 27      | vorh. 1 Spiel, 3 Tore                    |
| Léon Glovacki       | Stürmer      | 11             | 9/1953–12/1955                  | -                 | 3       | ---                                      |
| Yves Herbet         | Außenläufer  | 4              | 9/1970–1/1971                   | -                 | 0       | vorh. 12 Spiele                          |
| André Jacowski      | Verteidiger  | 2              | 4/1952–5/1952                   | -                 | 0       | ---                                      |
| Jean-François Jodar | Verteidiger  | 6              | 6/1972–4/1975                   | -                 | 1       | ---                                      |
| Robert Jonquet      | Mittelläufer | 58             | 4/1948–7/1960                   | 9                 | 0       | ---                                      |
| Raymond Kopa        | Stürmer      | 38             | 10/1952–2/1956, 10/1959–11/1962 | 6                 | 14      | dazw. 7 Spiele, 4 Tore, 6 Spielführer    |
| Michel Leblond      | Außenläufer  | 4              | 5/1954–10/1957                  | -                 | 1       | ---                                      |
| Georges Lech        | Stürmer      | 2              | 9/1972–3/1973                   | -                 | 0       | vorh. 33 Spiele, 7 Tore                  |
| Roger Marche        | Verteidiger  | 38             | 3/1947–6/1954                   | 18                | 0       | anschl. 25 Spiele, 1 Tor, 23 Spielführer |
| Francis Méano       | Stürmer      | 2              | 12/1949–10/1952                 | -                 | 0       | ---                                      |
| Lucien Muller       | Außenläufer  | 14             | 10/1959–12/1961                 | -                 | 3       | anschl. 2 Spiele                         |
| Armand Penverne     | Außenläufer  | 36             | 10/1952–12/1959                 | 6                 | 2       | anschl. 3 Spiele, 1 Spielführer          |
| Roger Piantoni      | Stürmer      | 17             | 9/1957–9/1961                   | 1                 | 6       | vorh. 20 Spiele, 12 Tore                 |
| Jean Prouff         | Stürmer      | 4              | 10/1948–10/1949                 | 3                 | 0       | vorh. 13 Spiele, 1 Tor                   |
| Bruno Rodzik        | Verteidiger  | 21             | 3/1960–11/1963                  | -                 | 0       | ---                                      |
| Paul Sauvage        | Stürmer      | 5              | 3/1961–1/1963                   | -                 | 0       | anschl. 1 Spiel                          |
| Robert Siatka       | Mittelläufer | 1              | 7/1960                          | -                 | 0       | ---                                      |
| Paul Sinibaldi      | Torwart      | 1              | 6/1950                          | -                 | 0       | ---                                      |
| Pierre Sinibaldi    | Stürmer      | 2              | 5/1946–10/1948                  | -                 | 0       | ---                                      |
| Jules Vandooren     | Verteidiger  | 2              | 3/1942                          | 2                 | 0       | vorh. 20 Spiele, 1 Spielführer           |
| Jean Vincent        | Stürmer      | 34             | 10/1956–10/1961                 | 4                 | 15      | vorh. 12 Spiele, 7 Tore, 1 Spielführer   |
| Jean Wendling       | Verteidiger  | 26             | 11/1959–4/1963                  | -                 | 0       | ---                                      |
| Simon Zimny         | Verteidiger  | 1              | 10/1955                         | -                 | 0       | ---                                      |

#### Alltime Dream Team
Die Redaktion der Zeitschrift SoFoot hat 2013 eine „Traumelf“ (Onze de rêve) von Stade Reims aufgestellt – im 4-4-2-System. Vor Torhüter Dominique Colonna bilden Roger Marche, Robert Jonquet, René Masclaux und Michel Leblond die defensive Viererkette, das Mittelfeld setzt sich aus Raymond Kopa, Roger Piantoni, Carlos Bianchi und Jean Vincent zusammen. Für den Angriff wurden Just Fontaine und Bram Appel benannt. Ergänzt werden diese um fünf „Auswechselspieler“: Albert Batteux (vor allem aufgrund seiner Bedeutung als Trainer), Lucien Muller, Delio Onnis sowie mit Rosario Giannetta und Cédric Fauré zwei Spieler, die dem Verein in dessen unterklassigen Zeiten die Treue hielten.

### Trainer
- 1931–1934 David Harrison
- 1934–1936 William Aitken
- 1936–1937 Leopold Kielholz
- 1937 Sarkis Garabedian
- 1937–1938 Valère de Besvelony
- 1938–1940 Erich Bieber
- 1940–1941 Camille Cottin
- 1941–1943 Jules Vandooren
- 1943–1945 Sarkis Garabedian
- 1945–1950 Henri Roessler
- 1950–6/1963 Albert Batteux
- 7/1963–12/1963 Camille Cottin
- 12/1963–6/1964 Jean Prouff
- 7/1964–4/1967 Robert Jonquet
- 4/1967–6/1967 Claude Prosdocimi
- 7/1967–6/1969 Émile Rummelhardt
- 7/1969–4/1972 Élie Fruchart
- 4/1972–5/1972 Léon Desmenez
- 6/1972–9/1972 Célestin Oliver
- 9/1972–6/1974 Lucien Leduc
- 7/1974–3/1975 Léon Desmenez
- 3/1975–6/1975 Michel Leblond
- 7/1975–1/1978 Pierre Flamion
- 1/1978–9/1978 Jean-Claude D’Arménia
- 10/1978–12/1978 Pierre Flamion
- 1/1979–6/1979 Claude Prosdocimi
- 7/1979–9/1980 René Vernier
- 9/1980–8/1981 Robert Jonquet/Léon Desmenez
- 9/1981–6/1982 Léon Desmenez
- 7/1982–3/1985 Pierre Phelipon
- 3/1985–6/1988 Carlos Bianchi
- 7/1988–6/1989 Dominique Bathenay
- 7/1989–6/1990 Jacky Lemée
- 7/1990–6/1991 Didier Notheaux
- 7/1991–6/1992 Pierre Phelipon
- 7/1992–6/1993 Daniel Duval
- 3/1993–5/1993 Ghislain Bournel
- 6/1993–6/1995 Tony Giannetta
- 7/1995–10/2000 Manuel Abreu
- 10/2000 Franck Triquenaux (interim)
- 11/2000–12/2002 Marc Collat
- 12/2002–5/2003 Denis Goavec
- 6/2003–4/2005 Ladislas Lozano
- 4/2005–6/2005 Jean-Claude Cloët (interim)
- 7/2005–6/2008 Thierry Froger
- 6/2008–12/2008 Didier Tholot
- 1/2009–6/2009 Luis Fernández
- 6/2009–5/2010 Marc Collat
- 5/2010–6/2014 Hubert Fournier
- 7/2014–4/2015 Jean-Luc Vasseur
- 4/2015–4/2016 Olivier Guégan
- 4/2016–6/2016 David Guion (interim)
- 7/2016–5/2017 Michel Der Zakarian
- 5/2017–5/2021 David Guion
- 6/2021–10/2022 Óscar García
- 10/2022 – 5/2024 Will Still
- 5/2024 – 6/2024 Samba Diawara (interim)
- 7/2024 – 2/2025 Luka Elsner
- 2/2025 – 6/2025 Samba Diawara (interim)

### Präsidenten
Ab 2002 und Wiederannahme des Profistatus: PDG der Kapitalgesellschaft
- 1911–1936 René Humbert
- 1936–1941 Maurice Hutin
- 1941–1945 Charles Hiltgen
- 1945–1953 Victor Canard
- 1953–1966 Henri Germain
- 1966–1970 José Perez
- 1970–1977 Henri Germain
- 1977–1990 Serge Bazelaire
- 1990–1992 Robert Ravillon
- 1992–1993 Jacques Dahm
- 1993–1996 Jean-Claude Hérault
- 1996–2004 Christophe Chenut
- seit 2004 Jean-Pierre Caillot

## Die „großen“ Reimser Mannschaften

### 1940er Jahre
Endspiel um die Coupe de France am 7. Mai 1944
Équipe Fédérale Reims-Champagne–Équipe Fédérale Nancy-Lorraine 0:4 (0:1)
Alfred Dambach – Daniel Prince, Louis Carrara – Ignace, Pierre Brembilla, Henri Roessler – Jean-Louis Pradel, Albert Batteux, Pierre Flamion, André Petitfils, François Szego
Trainer : Sarkis Garabedian
Vizemeisterschaft in der Saison 1946/47
(in Klammern: Zahl der Punktspiele/Tore)
Tor: Jacques Favre (38)
Verteidiger: Roger Marche (37), Daniel Prince (28), André Jacowski (11)
Läufer: Joseph Kuta (38), Robert Jonquet (36), Pierre Ranzoni (27/4), Henri Roessler (21/1, Spielertrainer), Stanislas Staho (2)
Stürmer: André Petitfils (38/8), Pierre Flamion (38/12), Pierre Sinibaldi (37/33), Pierre Bini (32/8), Albert Batteux (26/1), Daniel Broca (8/3), Jean-Louis Pradel (1)
Endspiel um die Coupe de France am 14. Mai 1950
Stade Reims–Racing Paris 2:0 (0:0)
(in Klammern: Zahl der Tore)
Paul Sinibaldi – André Jacowski, Roger Marche – Armand Penverne, Robert Jonquet, Pierre Bini – Pierre Flamion, André Petitfils (1), Albert Batteux, Bram Appel, Francis Méano (1)
Trainer: Henri Roessler

### Die „Ära Batteux“ (1950–1963)
Endspiel um die Coupe Latine am 7. Juni 1953
Stade Reims–AC Mailand 3:0 (1:0)
(in Klammern: Zahl der Tore)
Paul Sinibaldi – Simon Zimny, Roger Marche – Armand Penverne, Robert Jonquet, Raymond Cicci – Bram Appel, Léon Glovacki, Raymond Kopa (2), Jean Templin, Francis Méano (1)
Meisterschaft in der Saison 1954/55
(in Klammern: Zahl der Punktspiele/Tore)
Tor: Paul Sinibaldi (34)
Verteidiger: Simon Zimny (31), Robert Siatka (25), Raoul Giraudo (13), Michel Gavron (3)
Läufer: Robert Jonquet (34), Armand Penverne (32/5), Raymond Cicci (27/1)
Stürmer: René Bliard (32/30), Raymond Kopa (31/11), Léon Glovacki (31/9), Michel Leblond (31/5), Jean Templin (25/4), Michel Hidalgo (23/11), Arne Lundqvist (1), Claude Prosdocimi (1)
Endspiel um den Europapokal der Landesmeister am 13. Juni 1956
Stade Reims–Real Madrid 3:4 (2:2)
(in Klammern: Zahl der Tore)
René-Jean Jacquet – Simon Zimny, Raoul Giraudo – Michel Leblond (1), Robert Jonquet, Robert Siatka – Michel Hidalgo (1), Léon Glovacki, Raymond Kopa, René Bliard, Jean Templin (1)
Meisterschaft und Pokalsieg in der Saison 1957/58
(in Klammern: Zahl der Punktspiele/Tore; die Spieler der Pokalendspielmannschaft beim 3:1 gegen Olympique Nîmes sind gesperrt gedruckt)
Tor: Dominique Colonna (32), René-Jean Jacquet (2)
Verteidiger: Simon Zimny (29), Raoul Giraudo (24), Bruno Rodzik (5), Guy Gouttes (1)
Läufer: Robert Jonquet (34), Armand Penverne (33/1), Robert Siatka (30/1), Serge Davanne (6), Claude Dubaële (1)
Stürmer: René Bliard (32/15), Roger Piantoni (32/17), Jean Vincent (31/8), Michel Leblond (29/3), Just Fontaine (26/34), Jean Desruisseaux (12/6), Robert Lamartine (12/3), Edmond Biernat (1/1), André Batteux (1), Mohamed Maouche (1)
Endspiel um den Europapokal der Landesmeister am 3. Juni 1959
Stade Reims–Real Madrid 0:2 (0:1)
Dominique Colonna – Bruno Rodzik, Raoul Giraudo – Armand Penverne, Robert Jonquet, Michel Leblond – Robert Lamartine, René Bliard, Just Fontaine, Roger Piantoni, Jean Vincent
Meisterschaft in der Saison 1959/60
(in Klammern: Zahl der Punktspiele/Tore)
Tor: Dominique Colonna (32), René-Jean Jacquet (6)
Verteidiger: Jean Wendling (34), Bruno Rodzik (31/1), Raoul Giraudo (7)
Läufer: Robert Siatka (35/3), Robert Jonquet (34), Michel Leblond (34/1), Raymond Baratto (9)
Stürmer: Lucien Muller (38/13), Jean Vincent (37/14), Raymond Kopa (36/14), Just Fontaine (28/28), Roger Piantoni (26/18), Robert Bérard (21/10), Edmond Biernat (6/4), Claude Dubaële (3/3), Abdallah Azhar (1)
Meisterschaft in der Saison 1961/62
(in Klammern: Zahl der Punktspiele/Tore)
Tor: Dominique Colonna (27), Maurice Barreau (10), Marcel Dantheny (1)
Verteidiger: Bruno Rodzik (38), Jean Wendling (35), Claude Robin (6)
Läufer: Robert Siatka (34/1), Lucien Muller (32/2), Marcel Moreau (24/2), François Soltys (16/3), Bernard Hiégel (7)
Stürmer: Jean Vincent (37/9), Hassan Akesbi (36/22), Raymond Kopa (30/2), Paul Sauvage (24/5), Roger Piantoni (18/16), Abdallah Azhar (18/9), Léon Glovacki (11/4), Just Fontaine (7/2), Claude Dubaële (4/3), François Bruant (3/1)

### 1970er Jahre
Kader in der Saison 1973/74
(in Klammern: Zahl der Punktspiele/Tore)
Tor: Marcel Aubour (37), Pierre Thieffry (1)
Abwehr: Jean-Pierre Brucato (38), René Masclaux (38), César-Auguste Laraignée (35/4), Jean-François Jodar (29/2), Étienne Martinot (3)
Mittelfeld: Didier Simon (31/3), Alain Richard (29/5), Richard Krawczyk (26/4), Jacques Robert (25/1), Régis Durand (22/1), Roberto Zywica (16/1)
Angriff: Carlos Bianchi (33/30), Bernard Lech (25/6), Ignacio Peña (23/5), Georges Lech (18/2), Patrick Roussy (3/1)
Endspiel um die Coupe de France am 18. Juni 1977
Stade Reims–AS Saint-Étienne 1:2 (0:0)
(in Klammern: Zahl der Tore)
Christian Laudu – Patrice Buisset, Régis Durand, Jean-Claude Dubouil, René Masclaux – Alain Polaniok (Gérardo Giannetta, 75.), Daniel Ravier, André Betta – José Santiago Santamaría (1), Guy Mauffroy, Bernard Ducuing
Trainer: Pierre Flamion

## Zuschauerzahlen bei Liga-Heimspielen
Gesicherte und vollständige Zahlen liegen für das Stade Auguste-Delaune erst ab der Saison 1946/47 vor. Hierunter werden komplett nur die Erstligasaisons abgebildet, zum Vergleich ergänzt durch die jeweiligen Zuschauerzahlen bei Stades Auswärtspartien in ausgewählten Spielzeiten.
| Saison  | Tab.- Rang | Besucherzahl je Heimspiel (Mittelwert) | bester einzelner Be- such, Gegner              | geringster einzelner Besuch, Gegner | Besucher je Auswärtsspiel (Mittelwert) |
| ------- | ---------- | -------------------------------------- | ---------------------------------------------- | ----------------------------------- | -------------------------------------- |
| 1946/47 | 2.         | 8675                                   | 18000, Stade Français                          | 2000, AS Cannes-Grasse              |                                        |
| 1947/48 | 3.         | 9440                                   | 18980, OSC Lille                               | 6560, Stade Rennes UC               |                                        |
| 1948/49 | 1.         | 9470                                   | 21070, Olympique Marseille                     | 5840, Stade Français Red Star       |                                        |
| 1949/50 | 3.         | 7975                                   | 18830, OSC Lille                               | 2800, FC Sète                       | 10390                                  |
| 1950/51 | 4.         | 8220                                   | 11540, Olympique Marseille                     | 4940, Le Havre AC                   |                                        |
| 1951/52 | 4.         | 7755                                   | 17510, OSC Lille                               | 2990, Racing Lens                   |                                        |
| 1952/53 | 1.         | 9950                                   | 21920, OSC Lille                               | 3990, SO Montpellier                |                                        |
| 1953/54 | 2.         | 8425                                   | 22300, OSC Lille                               | 3850, CO Roubaix-Tourcoing          | 15565                                  |
| 1954/55 | 1.         | 8595                                   | 19410, Olympique Lyon                          | 4470, FC Nancy                      |                                        |
| 1955/56 | 10.        | 8010                                   | 17120, UA Sedan-Torcy                          | 3360, FC Metz                       |                                        |
| 1956/57 | 3.         | 7350                                   | 15320, AS Saint-Étienne                        | 2410, FC Metz                       | 16245                                  |
| 1957/58 | 1.         | 8915                                   | 12140, Olympique Nîmes                         | 6240, FC Metz                       |                                        |
| 1958/59 | 4.         | 8345                                   | 19570, Racing Paris                            | 4820, Racing Lens                   |                                        |
| 1959/60 | 1.         | 11545                                  | 19060, Olympique Nîmes                         | 4830, Stade Français                | 20895                                  |
| 1960/61 | 3.         | 7905                                   | 18630, Racing Paris                            | 3740, Stade Rennes UC               |                                        |
| 1961/62 | 1.         | 9765                                   | 15740, UA Sedan-Torcy                          | 4310, Le Havre AC                   | 18095                                  |
| 1962/63 | 2.         | 8475                                   | 14830, Olympique Lyon                          | 3410, FC Rouen                      |                                        |
| 1963/64 | 17.        | 8455                                   | 14940, AS Saint-Étienne                        | 3820, OGC Nizza                     |                                        |
| 1966/67 | 19.        | 8105                                   | 12250, FC Nantes                               | 5080, Stade Français                |                                        |
| 1970/71 | 9.         | 11080                                  | 23080, AS Saint-Étienne                        | 2550, Racing Strasbourg             | 8900                                   |
| 1971/72 | 15.        | 10025                                  | 20690, Olympique Marseille                     | 6390, Paris Saint-Germain           |                                        |
| 1972/73 | 8.         | 10700                                  | 16670, Olympique Marseille                     | 6740, FC Metz                       |                                        |
| 1973/74 | 6.         | 12725                                  | 23400, FC Nantes                               | 7060, Stade Rennes                  | 12060                                  |
| 1974/75 | 11.        | 12375                                  | 21780, Olympique Marseille und Olympique Nîmes | 6080, Olympique Lyon                |                                        |
| 1975/76 | 5.         | 10465                                  | 24640, AS Saint-Étienne                        | 5060, Olympique Avignon             |                                        |
| 1976/77 | 11.        | 9070                                   | 25230, AS Saint-Étienne                        | 4340, OSC Lille                     | 11015                                  |
| 1977/78 | 15.        | 9070                                   | 24370, AS Saint-Étienne                        | 3350, FC Sochaux                    |                                        |
| 1978/79 | 20.        | 7455                                   | 23670, OSC Lille                               | 1400, FC Sochaux                    |                                        |
| 2012/13 | 14.        | 15576                                  | 21044, Olympique Marseille                     | 12522, Toulouse FC                  | 18828                                  |
| 2013/14 | 11.        | 15558                                  | 20666, Paris Saint-Germain                     | 13014, FC Évian TG                  | 18620                                  |
| 2014/15 | 15.        | 14091                                  | 19270, Olympique Lyon                          | 11011, FC Évian TG                  | 21151                                  |
| 2015/16 | 18.        | 13486                                  |                                                |                                     |                                        |

Zum Vergleich: Neuere Zahlen in unteren Ligen
| Saison  | Liga     | Platz | Besucherzahl je Heimspiel (Mittelwert) | Besucher je Auswärtsspiel (Mittelwert) |
| ------- | -------- | ----- | -------------------------------------- | -------------------------------------- |
| 2000/01 | National | 5.    | 3310                                   | 2155                                   |
| 2006/07 | Ligue 2  | 11.   | 6310                                   | 7050                                   |
| 2011/12 | Ligue 2  | 2.    | 12850                                  | 9080                                   |
| 2016/17 | Ligue 2  | 7.    | 9905                                   |                                        |
| 2017/18 | Ligue 2  | 1.    | 9106                                   |                                        |

## Fußballspielerinnen

### Die Meisterschaftsendspiele
(Die Meisterjahre sind fett gedruckt)
- 1975: 5:0 gegen Arago Sport Orléans
- 1976: 4:1 und 4:0 gegen FC Rouen
- 1977: 4:0 und 0:1 gegen SC Caluire Saint-Clair
- 1978: 1:1 und 0:1 gegen AS Étrœungt
- 1979: 2:1 und 0:2 gegen AS Étrœungt
- 1980: 2:0 gegen AS Soyaux
- 1981: 1:1 (4:5 im Elfmeterschießen) gegen AS Étrœungt
- 1982: 2:1 gegen AS Étrœungt

1983 erreichte Reims noch einmal die Endrunde, aber schon nicht mehr das Halbfinale.

### Saisonweises Abschneiden seit Wiedergründung der Frauenfußballabteilung (2014)
| Saison  | Ligazuge- hörigkeit (o) | Platz (q) | Punkte/ Tore (p) | Landespokal                 | Europa- pokal | Sonstiges                                                                         |
| ------- | ----------------------- | --------- | ---------------- | --------------------------- | ------------- | --------------------------------------------------------------------------------- |
| 2014/15 | DH Champagne- Ardennes  | 1.        | 56 100:4         | nicht qualif.               |               |                                                                                   |
| 2015/16 | D2 Nord                 | 5.        | 58 41:30         | nicht qualif.               |               |                                                                                   |
| 2016/17 | D2 Nord                 | 5.        | 33 24:24         | nicht qualif.               |               |                                                                                   |
| 2017/18 | D2 Nord                 | 2.        | 42 40:20         | Achtelfinale                |               |                                                                                   |
| 2018/19 | D2 Nord                 | 1.        | 57 75:13         | Sechzehntelfinale           |               | (gruppenübergreifende) Zweitliga- meisterschaft                                   |
| 2019/20 | D1                      | 8.        | 15 13:32         | Viertelfinale               |               | Endstand nach pandemiebedingtem Saison- Abbruch (16 von 22 Spieltagen absolviert) |
| 2020/21 | D1                      | 6.        | 30 34:42         | kein Wettbewerb ausgetragen |               |                                                                                   |
| 2021/22 | D1                      | 7.        | 33 29:38         | Viertelfinale               |               |                                                                                   |
| 2022/23 | D1                      | 6.        | 32 40:40         | Viertelfinale               |               |                                                                                   |
| 2023/24 | D1                      | 4.        | 35 33:31         | Achtelfinale                |               | Meisterschafts-Playoffs: 4.                                                       |
| 2024/25 | D1                      | 11.       | 15 24:49         | Achtelfinale                |               | Abstieg                                                                           |
| 2025/26 | D2                      |           |                  |                             |               |                                                                                   |

### Alle A-Nationalspielerinnen für Frankreich
Die folgenden Angaben beziehen sich jeweils nur auf Länderspiele, die die Spielerinnen bestritten haben, während sie bei Stade Reims waren.

#### 1970er bzw. 1980er Jahre
| Spielerin                        | Geburts- datum | Position   | Länder- spiele | Zeitraum von … bis (Monat/Jahr) |
| -------------------------------- | -------------- | ---------- | -------------- | ------------------------------- |
| Nicole Abar                      | 05.07.1959     | Sturm      | 8              | 9/1978–6/1984                   |
| Marie-Agnès Annequin-Plantagenet | 12.09.1960     | Mittelfeld | 3              | 7/1979–6/1980                   |
| Michèle Bariset                  |                | Sturm      | 1              | 5/1976                          |
| Claude Bassler                   | 26.12.1958     | Abwehr     | 4              | 4/1978–6/1982                   |
| Corinne Baudette                 | 21.07.1962     | Abwehr     | 5              | 5/1981–6/1982                   |
| Armelle Binard                   | 09.01.1953     | Sturm      | 4              | 2/1977–6/1978                   |
| Marie-Louise Butzig              | 15.11.1944     | Tor        | 18             | 9/1972–11/1980                  |
| Marie-France Courtois            |                | Abwehr     | 1              | 9/1972                          |
| Élisabeth Dejean                 |                | Mittelfeld | 3              | 11/1975–2/1977                  |
| Renée Delahaye                   | 02.03.1957     | Mittelfeld | 10             | 5/1974–6/1978                   |
| Dominique Dewulf                 | 14.12.1954     | Mittelfeld | 8              | 11/1971–11/1975                 |
| Claudine Dié                     |                | Mittelfeld | 6              | 11/1971–11/1974                 |
| Betty Goret                      | 19.07.1949     | Abwehr     | 2              | 4/1973–5/1973                   |
| Colette Guyard                   | 24.10.1952     | Mittelfeld | 3              | 11/1971–5/1973                  |
| Jocelyne Henry                   |                | Sturm      | 1              | 11/1971                         |
| Maryse Lesieur                   | 27.02.1950     | Sturm      | 1              | 9/1972                          |
| Élisabeth Loisel                 | 01.08.1963     | Mittelfeld | 7              | 11/1980–6/1982                  |
| Nicole Mangas                    | 23.07.1950     | Abwehr     | 5              | 11/1971–10/1973                 |
| Patricia Mousel                  | 13.02.1957     | Abwehr     | 4              | 5/1973–2/1977                   |
| Isabelle Musset                  | 10.09.1960     | Sturm      | 15             | 5/1976–5/1985                   |
| Myriame Olejnik                  | 12.08.1963     | Abwehr     | 8              | 5/1979–5/1981                   |
| Régine Pourveux                  |                | Abwehr     | 4              | 4/1973–11/1974                  |
| Véronique Roy                    | 05.11.1959     | Mittelfeld | 8              | 9/1974–2/1979                   |
| Ghislaine Royer-Souef            | 15.01.1953     | Abwehr     | 6              | 11/1971–5/1976                  |
| Chantal Serre                    | 04.12.1956     | Abwehr     | 1              | 11/1971                         |
| Marie-Bernadette Thomas          | 13.12.1955     | Abwehr     | 14             | 11/1971–6/1978                  |
| Danielle Vatin                   | 31.12.1956     | Tor        | 4              | 2/1977–6/1982                   |
| Rachèle Vilarinho                | 08.02.1961     | Abwehr     | 2              | 6/1978–2/1979                   |
| Michèle Wolf                     | 29.08.1954     | Sturm      | 3              | 11/1975–2/1977                  |

Zudem hat die Mittelfeldspielerin Nadine Juillard (* 4. Januar 1954, † 3. Dezember 2016) drei inoffizielle Spiele (1969 und 1970) sowie das Niederlande-Match im April 1971 für Frankreich bestritten.
Zusammenstellung nach den für die betreffenden Spiele bzw. Spielerinnen zu findenden Daten. Auf beiden Seiten fehlen allerdings Angaben zum ersten Länderspiel der Bleues (April 1971 gegen die Niederlande), die die FIFA nennt.

#### Im 21. Jahrhundert
Seit 2021 haben Kessya Bussy und Naomie Feller mindestens einmal für Frankreichs A-Elf gespielt. Zudem wurde Océane Deslandes schon mehrfach in das Aufgebot der Nationaltrainerin berufen, ohne bisher eingesetzt worden zu sein. (Stand: 1. März 2022)